# Casa Memorială „Vasile Alecsandri” din Mircești
Casa Memorială „Vasile Alecsandri” este un muzeu orășenesc, secție a Muzeului Literaturii Române din Iași, situat în satul Mircești, județul Iași.

## Istoricul clădirii
Expoziția este amenajată în casa în care a locuit Vasile Alecsandri, în perioada 1861 - 1890. În 1885 Vasile Alecsandri a donat Academiei Române casa cu bunurile sale, inclusiv biblioteca și unele manuscrise. Academia Română intră în posesia acestora în 1914 și numește un custode pentru tot inventarul. Până în 1944 casa rămâne în custodia Academiei, fiind vizitată de către public. În timpul celui de-al doilea război mondial clădirea suferă distrugeri, necesitând reparații capitale. După efectuarea reparațiilor se deschide ca muzeu la 9 iunie 1957. Expoziția este reorganizată în 1987 și după restaurarea din 1991 - 1993, este redeschisă la 19 septembrie 1993.

## Organizarea muzeului
Casa a fost construită de Vasile Alecsandri în 1867 și este declarată monument de arhitectură (cod LMI IS-II-m-B-04202).
Prin decizia nr. 803 a Sfatului popular al regiunii Iași casa capătă destinație de muzeu și, după efectuarea reparațiilor, se deschide ca muzeu la 9 iunie 1957. Expoziția va fi reorganizată în 1987 și, după restaurarea din 1991 - 1993, va fi redeschisă la 19 sept. 1993.
Sunt valorificate obiecte de mobilier originale, stampe, tablouri în ulei, fotografii de familie, fotocopii după manuscrise, scrisori, ediții de opere, documente privind Revoluția de la 1848, Unirea Principatelor, activitatea diplomatică a scriitorului și ca membru al Societății Junimea, aspecte privind creația dramatică și transpunerea ei scenică, diferite obiecte cu valoare memorială (birou, pianină, oglindă, dulap, paturi).

## Imagini

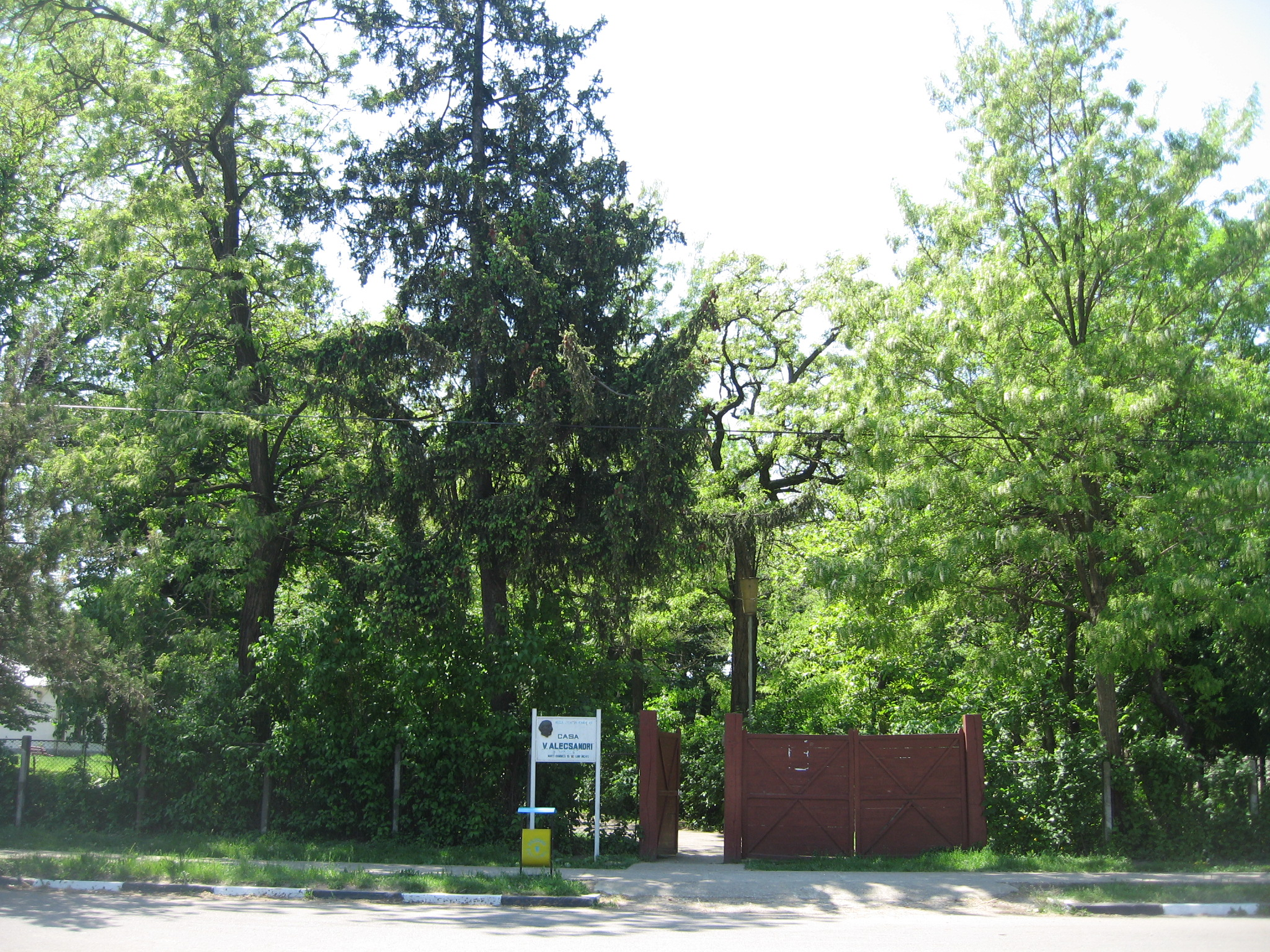
Casa memorială Vasile Alecsandri de la Mirceşti
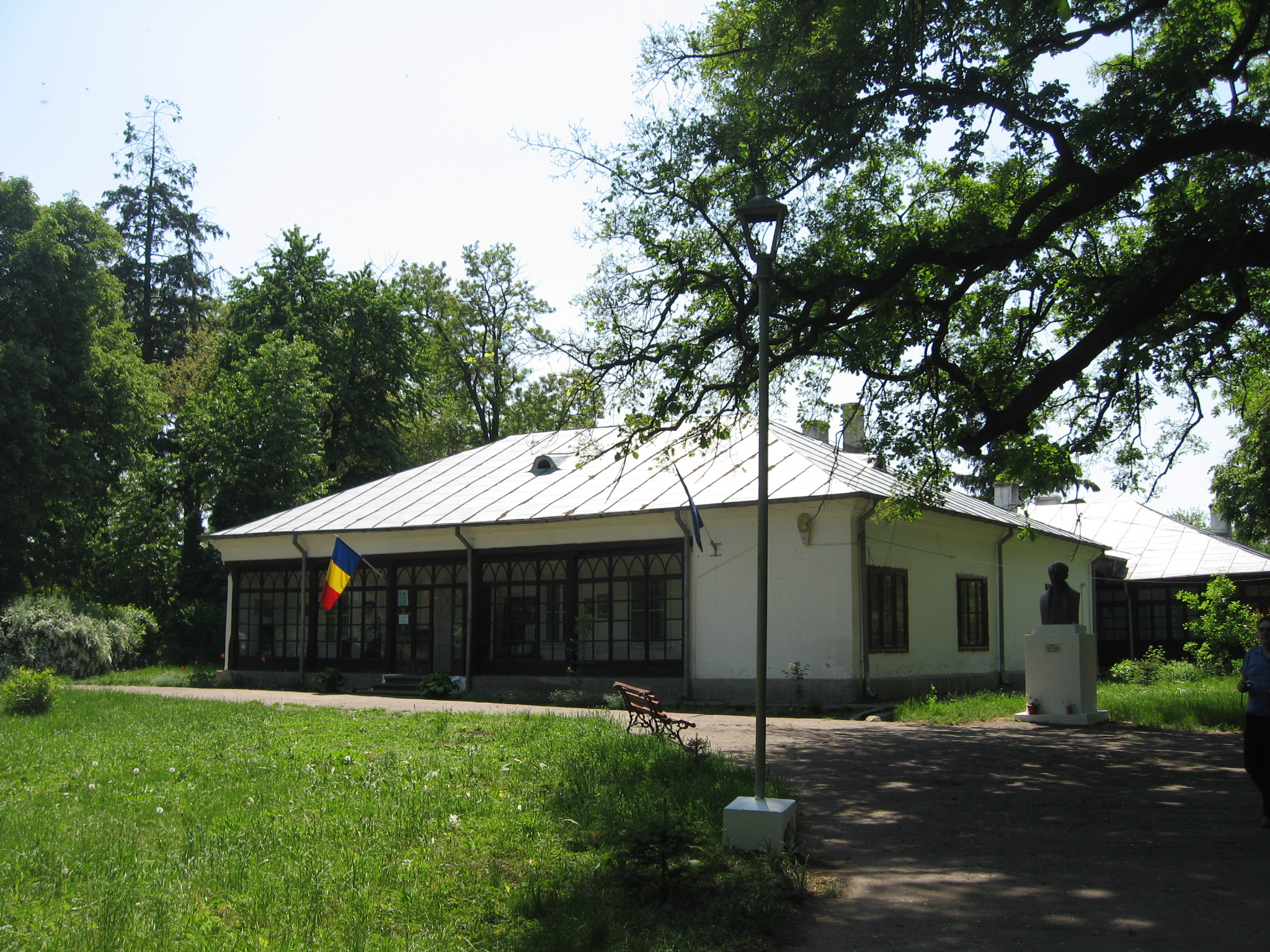
Casa memorială Vasile Alecsandri de la Mirceşti
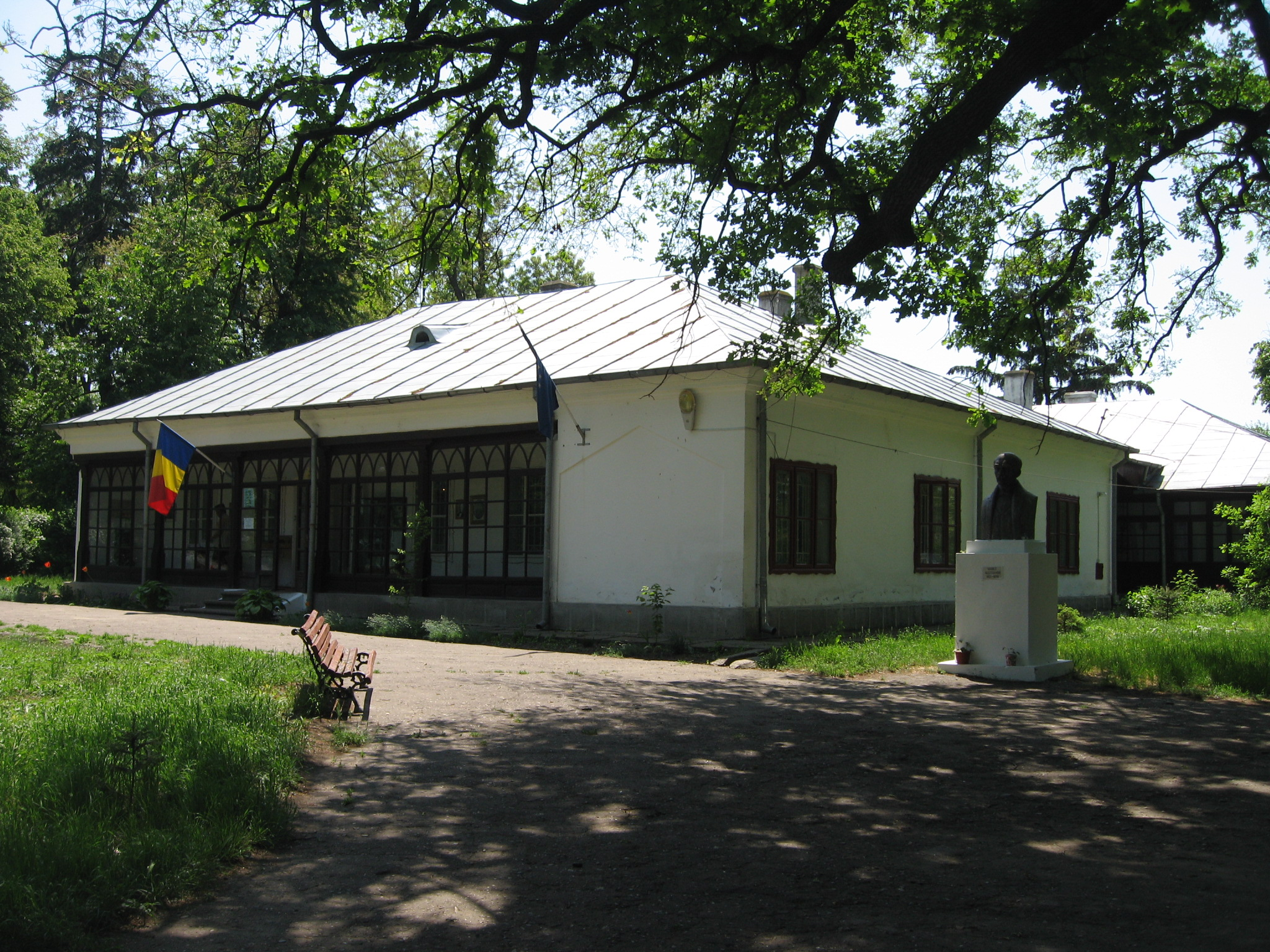
Casa memorială Vasile Alecsandri de la Mirceşti
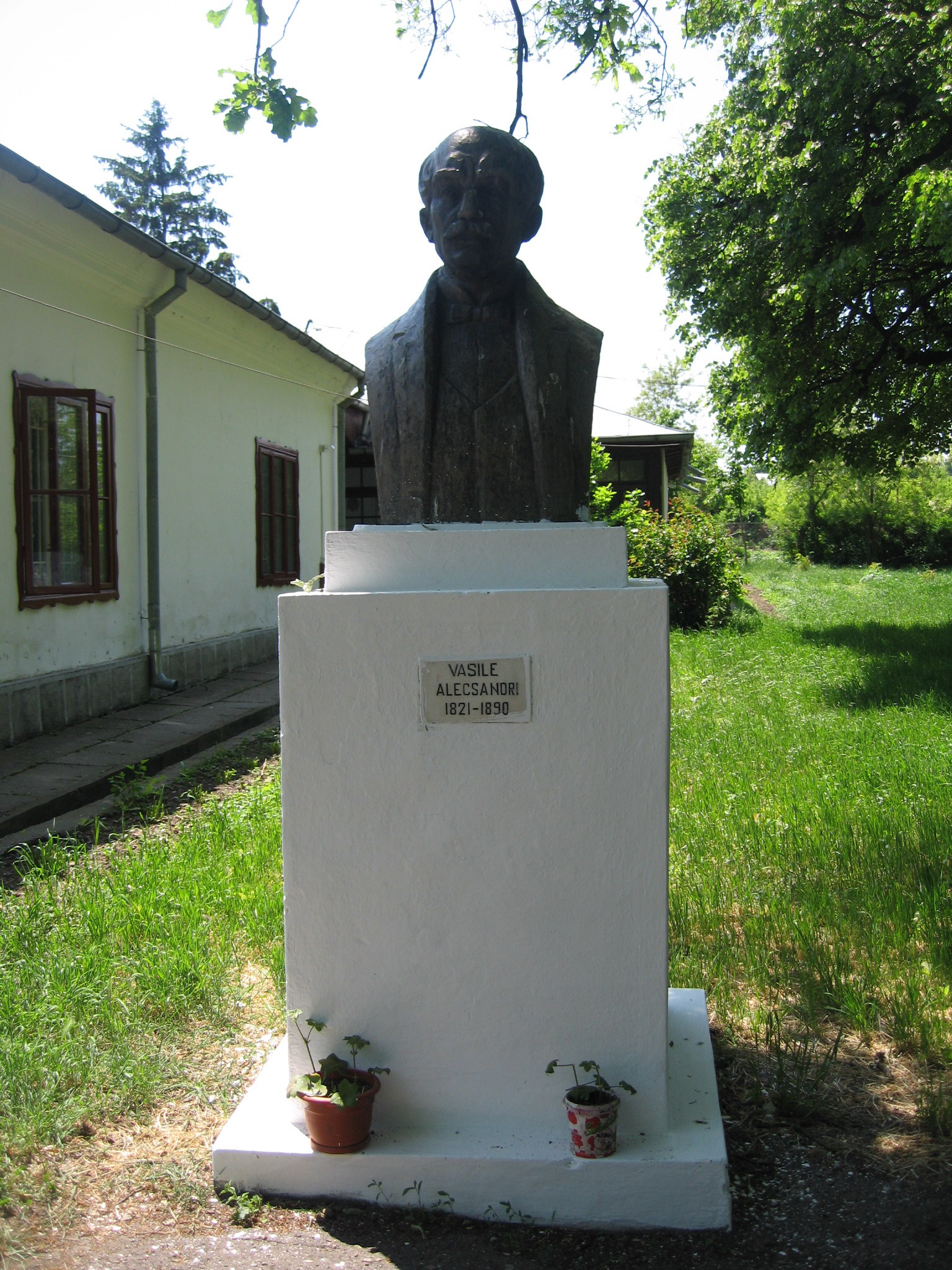
Bustul lui Vasile Alecsandri din fața casei memoriale de la Mirceşti
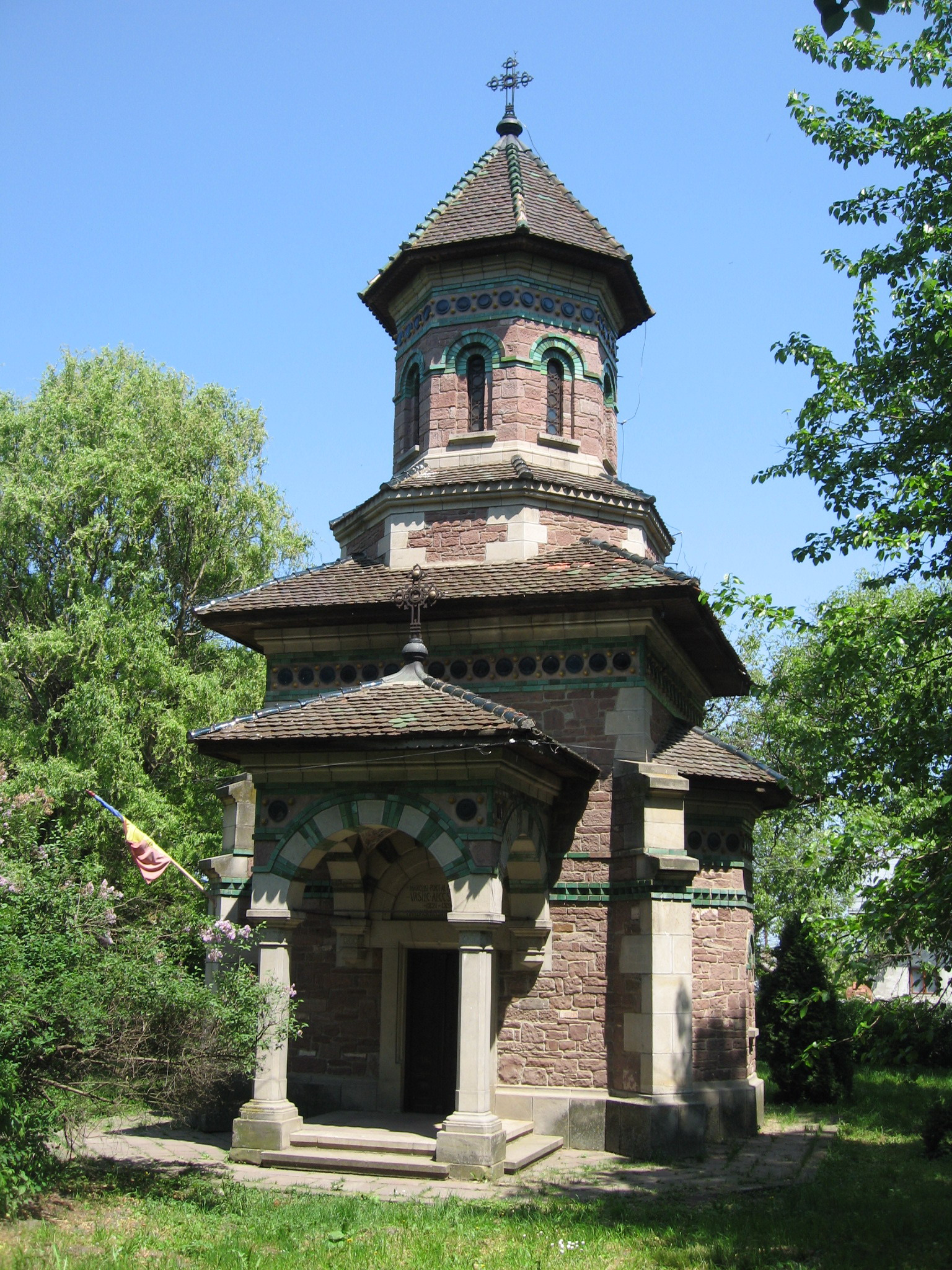
Mausoleul lui Vasile Alecsandri de la Mirceşti
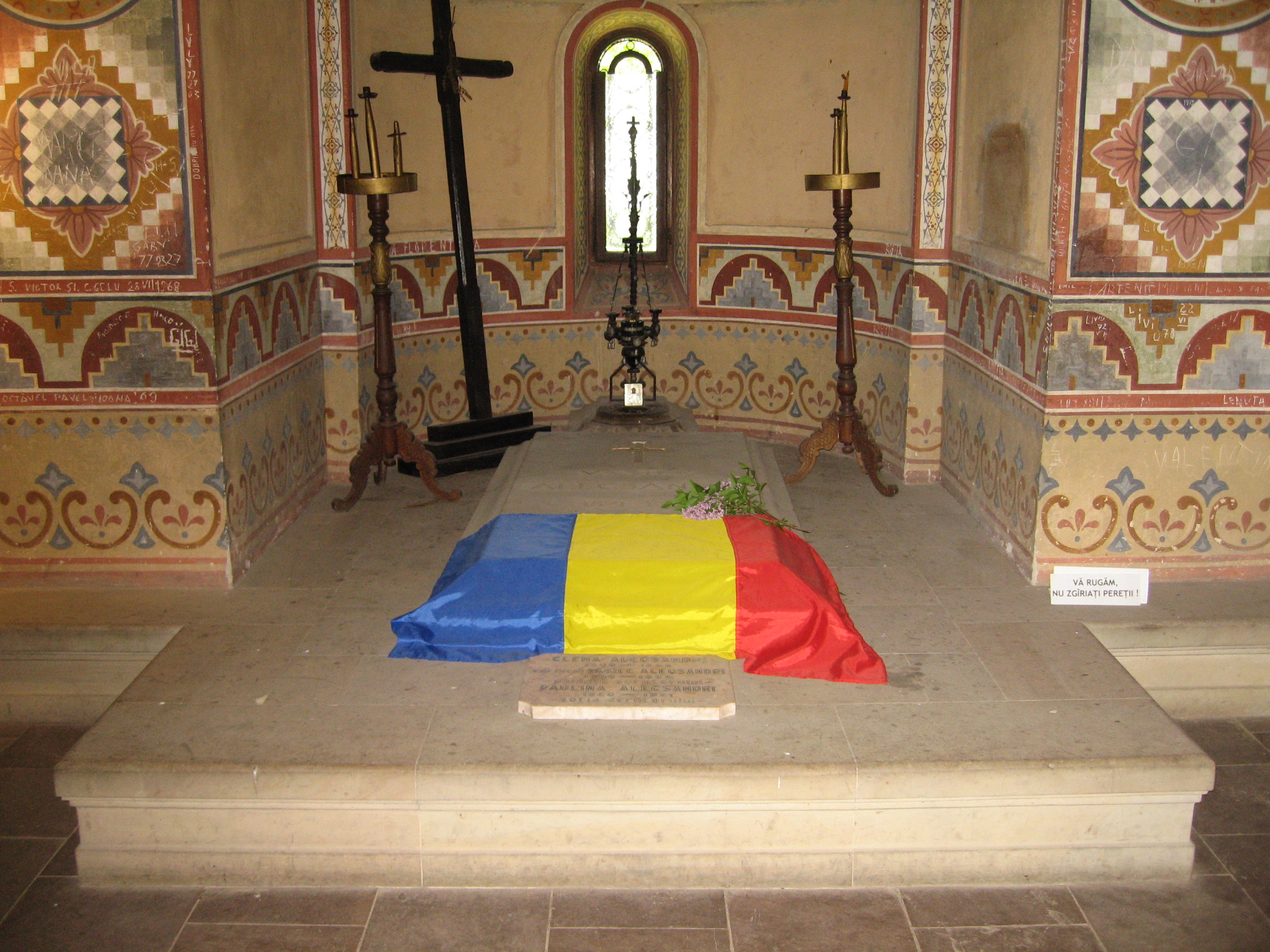
Mormântul lui Vasile Alecsandri